# Pucok Pungkie
Pucok Pungkie is een bestuurslaag in het regentschap Aceh Barat van de provincie Atjeh, Indonesië. Pucok Pungkie telt 169 inwoners (volkstelling 2010).